# Aderus nigronotatus
Aderus nigronotatus es una especie de coleóptero de la familia Aderidae. Fue descrita científicamente por Maurice Pic en 1912.